# Dolní Radechová
Dolní Radechová (deutsch Nieder Radechau, auch Nieder Radechow) ist eine Gemeinde in Tschechien. Sie liegt drei Kilometer nordwestlich von Náchod und gehört zum Okres Náchod.

## Geographie

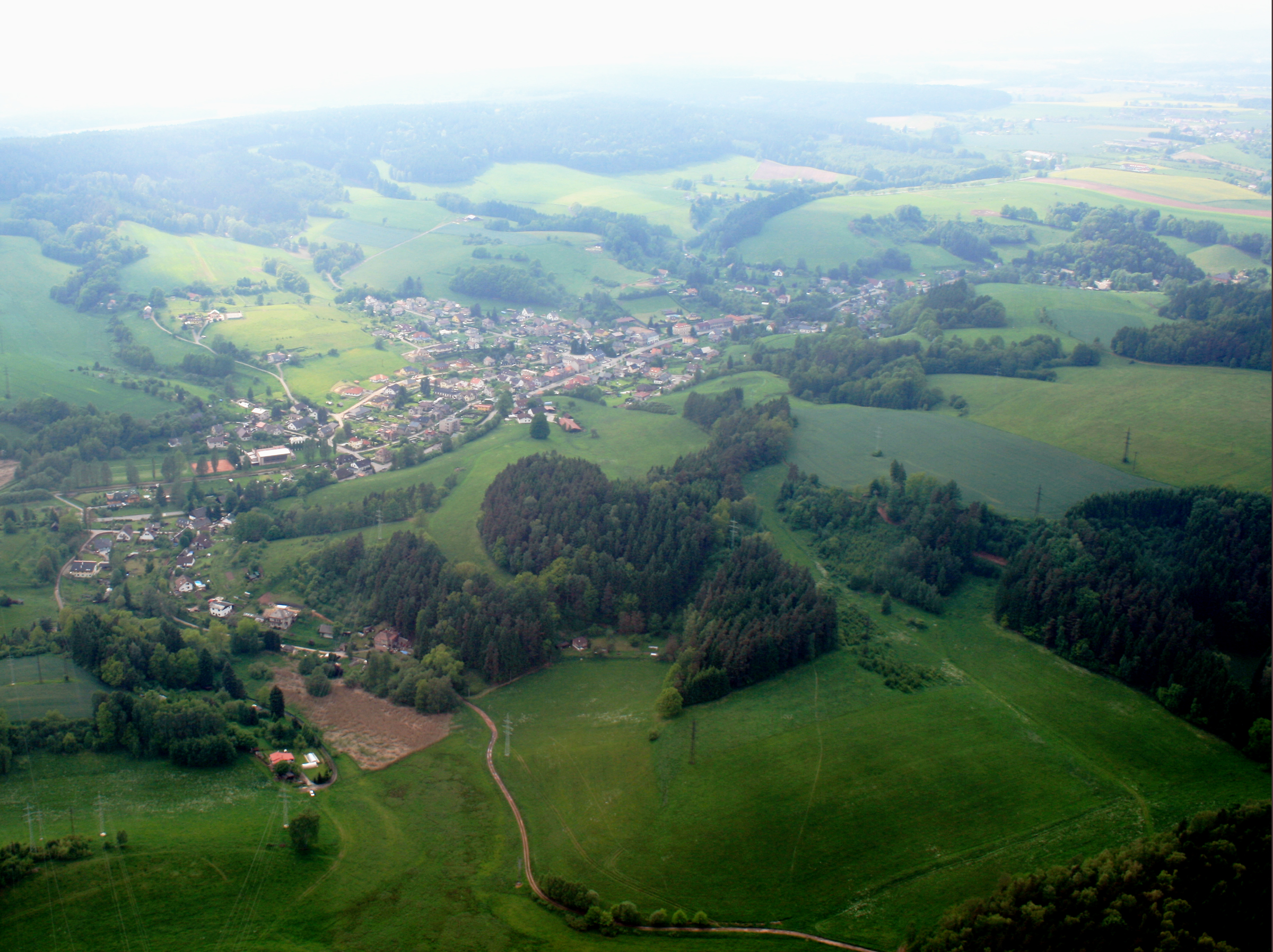
Dolní Radechová

Dolní Radechová erstreckt sich im Tal der Radechovka, einem rechten Zufluss der Mettau. Nachbarorte sind Horní Radechová und Dolní Rybníky (Niederteich) im Norden, Velké Poříčí und Pavlišov (Paulisch) im Nordosten, Běloves (Bielowes) im Südosten, Náchod im Süden, Kramolna im Südwesten, Trubějov im Westen und Horní Rybníky (Oberteich) im Nordwesten.

## Geschichte
Dolní Radechová wurde erstmals 1415 schriftlich erwähnt. Es war von Anfang an nach Náchod eingepfarrt und gehörte zur Herrschaft Nachod, mit der es bis zur Aufhebung der Patrimonialherrschaften 1848 verbunden blieb. 1880 bestand es aus 518 Einwohnern, 1910 waren es 983. 1921 erfolgte die Änderung des tschechischen Ortsnamens von Dolní Radechov in Dolní Radechová.

## Ortsteile
Für Dolní Radechová sind keine Ortsteile ausgewiesen.

## Persönlichkeiten
- Josef Lederer (1852–1937), Textilunternehmer